# Сон (володар Пархе)
Сон (кор. 성, 成, Seong, Sŏng); ім'я при народженні Техвайо (кор. 대화여, 大華璵, Dae Hwa-yeo, Tae Hwayŏ; пом. 794) — корейський правитель, п'ятий володар (тійо) держави Пархе.
Був онуком тійо Муна. Зійшов на трон, поваливши тійо Фє 793 року.
За його правління столицю держави було перенесено до міста Санйон (на території сучасного Нін'аня).
Сон був фізично слабким і хворобливим, тому за кілька місяців після сходження на престол помер.